# Rodolfo Cázares
Rodolfo Ignacio Cázares Solís (* 6. September 1976; zuletzt lebend gesehen am 11. Juli 2011 in Heroica Matamoros) ist ein mexikanischer Dirigent und Pianist. Er wurde in den Wirren des Drogenkrieges in seinem Heimatland entführt und gilt seitdem als vermisst.

## Leben
In seinem Heimatland studierte Cázares zunächst Klavier sowie Chor- und Ensembleleitung an der Universidad Autónoma de Nuevo León in Monterrey. Später studierte er in Österreich am Konservatorium der Stadt Wien zwischen 2002 und 2007 Dirigieren bei Georg Mark.
Er absolvierte zahlreiche Auftritte als Klaviersolist und erhielt Einladungen als Dirigent und Solist zu verschiedenen Musikfestivals in Österreich, Deutschland und Mexiko. Zur Spielzeit 2008/2009 trat er in Norddeutschland die Stelle als Kapellmeister und Solorepetitor des Städtischen Orchesters am Stadttheater Bremerhaven an. Es war sein erstes festes Engagement. Zusammen mit dem ebenfalls im Orchester spielenden rumänischen Cellisten Mircea Ionescu gründete Cázares das Duo Cellissimus & Pianissimus. Ihr Repertoire bei eigenen Auftritten reichte von argentinischer Tanzmusik über romantische und sakrale bis zu klassischer Musik.
Seine Ehefrau Ludivine Barbier ist gebürtige Französin aus dem Département Isère und arbeitet als Übersetzerin.

## Entführung
Während der Spielzeitpausen verbrachte Cázares den Sommerurlaub häufig bei seiner Familie in Mexiko. Am Morgen des 9. Juli 2011 wurden er und 17 weitere Familienmitglieder von bewaffneten Mitgliedern des Golf-Kartells aus drei Häusern in der Großstadt Heroica Matamoros (Bundesstaat Tamaulipas) entführt. Während die Frauen und Kinder am 11. Juli wieder freigelassen wurden, sind die Männer – trotz mehrmaliger Lösegeldzahlung – seitdem vermisst. Es wird angenommen, dass es zu einer Verwechslung kam und nicht die angetroffenen Männer, von denen mehrere Rodolfo hießen, sondern ein entfernter aber namensgleicher Verwandter das Ziel der Entführung sein sollte.
In den folgenden Monaten und Jahren bemühte sich Barbier vielfältig um Aufklärung des Verbrechens. Sie wandte sich mit Briefen und Petitionen an zahlreiche Politiker, Diplomaten und Ermittlungsbehörden in Mexiko, Frankreich, Deutschland, in der Vatikanstadt und den Vereinigten Staaten sowie an internationale Hilfsorganisationen, trat in den Medien auf und nutze Social Media, um auf das Schicksal ihres Ehemannes und anderer Entführungsopfer aufmerksam zu machen. Unter anderem sammelte sie bis Ende 2012 über change.org, eine Plattform für Online-Aktivismus, 72.041 Unterschriften für eine Audienz beim damals neuen mexikanischen Präsidenten Enrique Peña Nieto. Letztlich blieben ihre Bemühungen jedoch erfolglos.
Im Februar 2013 wurde bekannt, dass der vormalige Anführer des Golf-Kartells Jorge Eduardo Costilla Sánchez (festgenommen im September 2012) in seinen Vernehmungen angegeben hat, dass Rafael Cárdenas Vela (* 1973) als ehemaliger Regionalführer des Kartells in Matamoros die Entführung angeordnet hatte. Cárdenas Vela war bereits im Oktober 2011 im US-Bundesstaat Texas verhaftet worden und wurde am 17. November 2014 in Brownsville (Texas) wegen anderer Verbrechen zu einer Haftstrafe von 20 Jahren verurteilt.

## Erinnerung und Unterstützung
Die Mitarbeiter des Stadttheaters Bremerhaven sowie der Bremer Ortsverband des Richard-Wagner-Verbandes sammelten Anfang 2012 Spenden für Ludivine Barbier, da die Familie durch die Lösegeldzahlungen in finanzielle Notlage geraten war. Am 2. Oktober 2012 gaben Studierende, Lehrende, Freunde und ehemalige Kollegen an der Konservatorium Wien Privatuniversität ein Solidaritätskonzert für Cázares. In der Stadthalle Bremerhaven fand am 25. August 2013 eine weitere Benefizveranstaltung mit Theater-, Kabarett-, Tanz- und Musikdarbietungen statt. Organisiert wurde sie von Musikern des Städtischen Orchesters Bremerhaven unter der Federführung von Mircea Ionescu.

## Auszeichnungen
- 1997: Erster Preis beim Eduardo-Mata-Wettbewerb
- 2010: Bayreuth-Stipendium des Bremer Ortsverbandes des Richard-Wagner-Verbandes